# بينديك سبور
بنديك سبور هو نادي رياضي تركي مقره في بنديك ، اسطنبول . الملعب الرئيسي للنادي هو ملعب بنديك .

## التاريخ
وواصل نادي بنديكسبور، الذي يعود تاريخه إلى عام 1927، أنشطته دون الخضوع للإجراءات الرسمية حتى عام 1950. قبل عام 1950، كان النادي يعرف باسم "بنديك جينكليربيرليجي". لقد هزموا فنربخشة ، وبشيكتاش ، وفيفا .
تأسس النادي عام 1950، وتنافس في دوري إسطنبول للهواة حتى موسم 1982–83. مع إنشاء الدوري الثالث في عام 1984، اكتسب النادي مكانة احترافية وظل في دوري الدرجة الثالثة التركي حتى موسم 1992–93. بعد هبوطه إلى مرتبة الهواة في ذلك الموسم، عاد الفريق إلى دوري الدرجة الثالثة التركي في العام التالي. في موسم 1997–98، أصبح النادي بطلاً لدوري الدرجة الثالثة التركي وتم ترقيته إلى دوري الدرجة الثانية التركي . لعب النادي في هذا الدوري لمدة موسمين ثم هبط مرة أخرى إلى دوري TFF الثالث في موسم 1999-2000.
في 14 ديسمبر 1999، في قرعة كأس تركيا ، تعادل نائب الرئيس يونس أبانوز أوغلو مع فنربخشه كمنافس، وأقيمت المباراة على أرض بنديك سبور. حصل النادي على شهرة بفوزه على فنربخشة 2-1. في موسم 2003–04، أصبح النادي بطلاً لمجموعة دوري الدرجة الثالثة التركي المجموعة 4 وشرع في الترقية إلى دوري الدرجة الثانية التركي . من 2003–04 إلى 2021–22 تنافسوا في دوري الدرجة الثانية التركي ثم تمت ترقيتهم إلى دوري الدرجة الأولى التركي . في موسم 2005–06، وصل النادي إلى الأدوار الفاصلة لتحديد الفريق الثالث الذي سيتم ترقيته إلى دوري الدرجة الأولى التركي . ومع ذلك، تم إقصائهم من قبل إسكيشهير سبور في المباراة النهائية. في 28 نوفمبر 2012، بعد ثلاثة عشر عامًا من المواجهة السابقة بينهما في عام 1999، أوقعت القرعة فنربخشة وبنديك سبور ضد بعضهما البعض مرة أخرى في الجولة الرابعة من كأس تركيا . وأثارت هذه القرعة ضحكا في الغرفة التي جرت فيها القرعة، وجاء في العناوين: "لقد رسموا نحسهم". وانتهت المباراة بفوز فنربخشة بنتيجة 1-0 بفضل هدف سيزر أوزتورك في الدقيقة 45.
في موسم 2014–15، احتل النادي المركز الثاني في مجموعة دوري الدرجة الثانية التركي البيضاء، وتأهل إلى التصفيات، وأقصي مينمين سبور في ربع النهائي. ومع ذلك، فقد خسروا أمام طرابزون 1461 في الدور نصف النهائي، وبالتالي فقدوا فرصة الترقية إلى دوري TFF الأول . في موسم 2021-22، حصل بينديك سبور على بطولة المجموعة البيضاء لدوري دوري الدرجة الثانية التركي قبل 5 أسابيع من نهاية الموسم. بفوزه على إسكيشهير سبور 3–1، ضمن الفريق الأحمر والأبيض الترقية إلى دوري الدرجة الأولى التركي . 
في موسم 2022–23، فاز النادي بالمباراة النهائية ضد بودرومسبور 2–1، محققًا الترقية إلى الدوري الممتاز لأول مرة في تاريخه.

## الإنجازات
- دوري الدرجة الثانية التركي  [لغات أخرى]‏
  - البطل : 1997-1998
- دوري الدرجة الثالثة التركي  [لغات أخرى]‏
  - البطل : 2003–04

## لاعبي كرة القدم السابقين
- امره باسان
- ياسر يلدز
- أوغور أوجار

## روابط خارجية
- Official website
- Pendikspor on TFF.org